# 傅鉄山
傅 鉄山（ふ てつざん、1931年11月3日 - 2007年4月20日）は、洗礼名をミカエルといい、中国天主教愛国会の自選自聖による北京教区司教である。中国大陸三自教会の中国天主教愛国会主席でもあった。

## 経歴
1931年に中国河北省清苑県謝荘に生まれた。1939年、故郷が洪水に遭い、一家は密雲県檀営天主堂まで避難した。次の年に白檀書院に入り学習し、1941年に北平天主教備修院に推薦されて送られ、そこで学んだ。1944年の春に備修院は学生のボイコットにより解散されて帰郷することになり、同年の秋に、北平西什庫小神学校に入る。第二次世界大戦終結後、田耕莘枢機卿はこの小神学校を“耕莘中学校”に変えた。1950年に耕莘高等学校を卒業し、文聲学院哲学系に推薦されて送られた。1956年に文声学院神学科を卒業し、7月1日に司祭に叙階された。1958年には北京神学院に転任となり、ラテン語教師を担当した。1959年から1962年には南口農場に下放されて働いた。1966年から1973年にかけて、傅鉄山は西北旺で働いた。

## 北京司教
1979年、中国の宗教政策は緩められ、宣武門天主堂は全国で真っ先に開放された。傅鉄山は（自選自聖）により、北京教区司教に推薦された。この時、司教職には既に15年もの空きがあった。12月21日（使徒聖トマスの祝日）に聖別を受け、司式者は湖南カトリック常徳教区司教楊高堅であった。補式者は愛国会の上海教区司教張家樹と内蒙古自治区フワフト教区司教王学明であった。そして1979年から、傅鉄山は愛国的な宗教指導者となり、多くの公的または半ば公的な指導的職務についた。だが、この司教の任命は未だに教皇庁の同意を得ていない。
1979年から1992年にかけて、カトリック北京教区司教、全国政協委員、常委、北京市政協常務委員、中国国際交流協会副会長、中国障害者福利基金会理事、中国天主教愛国会副主席を務めた。その立場の為に、1986年のドイツのデア・シュピーゲルのインタビューでは「中国カトリックの最高の権威はバチカンにあるかそれとも中南海か」と聞かれるほどであった。そして、彼は原則として独身を守るカトリックの聖職者でありながら結婚していたとされている。
1989年の六四天安門事件が起こった時、その僅か数日後に、彼はテレビで鄧小平の天安門広場の学生への武力行使を宗教者として唯一人支持を表明した。
1992年から1998年にかけて、全国人民代表大会委員、教育科学文化衛生委員会委員、中国天主教愛国会副主席、中国天主教主教団副主席兼秘書長、北京市天主教愛国会主席、教務委員会主任、北京教区司教、中華海外聯誼会常務理事、中国国際交流協会副会長、北京市人民対外友好協会副会長を務めた。

## 愛国会主席への就任
1998年から、傅鉄山は全国人民代表大会常務委員会委員、教育科学文化衛生委員会委員、中国天主教愛国会主席、中国天主教司教団副主席、北京市天主教愛国会主席、教務委員会主席、北京教区司教、中国国際交流協会副会長、北京市政協副主席を務めた。
2000年に中国の宗教指導者代表団の団長として、アメリカのニューヨークで開催されたミレニアム国際平和サミットに参加した。
その際に、ダライ・ラマを厳しく責め、幾つかの国家を名指しして、中国の内政に干渉しようとしていると非難した。同じ年には、バチカンが120人の中国及び外国の殉教者を列聖したことを非難した。彼は、外国人殉教者は“植民地主義の道具”であり、教皇ヨハネ・パウロ2世がバチカンのサンピエトロ広場で列聖式を行ったことを“容認出来ない”と指摘した。
2003年3月、第十回全国人民代表大会一次会議で、第十回全国人民代表大会常務委員会副委員長に当選した。 

## 死去
2007年4月20日、傅鉄山は肺癌で入院中の夜20時08分に北京で逝去した。76歳であった。新華社が発表したニュースの中で傅鉄山に対する評価は“傑出した愛国的な宗教指導者で著名な社会活動家であり、中国共産党の親密な友人”であった。